# Grecia ai Giochi della XIV Olimpiade
La Grecia partecipò ai Giochi della XIV Olimpiade, svoltisi a Londra, dal 20 luglio al 14 agosto 1948,  
con una delegazione di 61 atleti, di cui 1 donna, impegnati in 10 discipline,
senza aggiudicarsi medaglie.

## Risultati

### Pallanuoto
| Atleta | Classifica |                   |
| --- | --- | ----------------- |
| V · D · M Nazionale maschile greca di pallanuoto · Giochi olimpici - Londra 1948 Monastīriōtīs • Papastefanou • Zōgrafos • Provatopoulos • Stampolīs • Papadopoulos • Melanofeidīs • Mprousalīs • Chatzīkyriakakīs · CT : | 13° |                   |
| Nazionale maschile greca di pallanuoto · Giochi olimpici - Londra 1948 | |                   |
| Monastīriōtīs • Papastefanou • Zōgrafos • Provatopoulos • Stampolīs • Papadopoulos • Melanofeidīs • Mprousalīs • Chatzīkyriakakīs · CT:                                                                                   | Monastīriōtīs • Papastefanou • Zōgrafos • Provatopoulos • Stampolīs • Papadopoulos • Melanofeidīs • Mprousalīs • Chatzīkyriakakīs · CT: | Grecia (bandiera) |